# Пролећна изложба УЛУС-а (2016)
Пролећна изложба УЛУС-а (2016), одржана у периоду од 5. до 19. маја 2016. године. Изложба је представљена у галеријском простору Удружења ликовних уметника Србије, односно у Уметничком павиљону "Цвијета Зузорић" у Београду. Кустос ове изложбе била је Оливера Вукотић.

## Уметнички савет УЛУС-а
- Милан Сташевић
- Јулијана Протић
- Маја Бегановић
- Иван Грачнер
- Милош Ђорђевић
- Ранка Лучић Јанковић

## Излагачи
1. Лидија Антанасијевић
2. Ђорђе Аралица
3. Никос Арванитидис
4. Милена Белензада
5. Душан Божић
6. Данило Бојић
7. Драгана Бојић
8. Мирослава Брковић
9. Наташа Будимлија
10. Габриела Булатовић
11. Здравко Велован
12. Зоран Вранешевић
13. Милка Вујовић
14. Сузана Вучковић
15. Мила Гвардиол
16. Андрија Гвозденовић
17. Јасна Драмићанин
18. Ана Ђаповић
19. Марио Ђиковић
20. Јована Ђорђевић
21. Мирјана Ђошић
22. Славко Живановић
23. Јована Живчић Радовановић
24. Синиша Жикић
25. Ненад Зељић
26. Иван Јеремић
27. Снежана Јовчић Олђа
28. Драгана Јокић
29. Светлана Каровић Деранић
30. Горски Кабадаја
31. Миа Кешељ
32. Слободан Аби Кнежевић
33. Коста Коларић
34. Велизар Крстић
35. Зоран Круљ
36. Бранка Кузмановић
37. Радован Кузмановић
38. Слободан Кузмановић
39. Драгана Купрешанин
40. Марко Кусмук
41. Владимир Лалић
42. Радмила Лиздек
43. Алекса Марковић
44. Бранислав Марковић
45. Драган Марковић Маркус
46. Биљана Миленковић
47. Влада Милинковић
48. Здравко Милинковић
49. Никола Милчев
50. Соња Мирков
51. Стефан Миросавић
52. Ристо Михић
53. Давид Млађовић
54. Петар Мошић
55. Сара Николић
56. Бојан Оташевић
57. Михаило Пауновић
58. Јована Петковић
59. Милица Петровић
60. Раде Пилиповић
61. Нина Радоичић
62. Симонида Радоњић
63. Мина Ракиџић
64. Миодраг Ристић
65. Јелена Савић
66. Марија Сибиновић
67. Снежана Симоновић
68. Драгана Скорић Тодоровић
69. Сања Сремац
70. Вера Станарчевић
71. Милош Станојев
72. Јелена Сташевић
73. Тијана Сташевић
74. Драгана Стевановић
75. Мирјана Стојковић Мит
76. Михаило Стошовић
77. Живка Сувић
78. Милорад Тепавац
79. Томислав Тодоровић
80. Мирјана Томашевић
81. Катарина Трипковић
82. Ивана Флегер
83. Драган Хајровић
84. Милан Хрњазовић
85. Драган Цвеле Цветковић
86. Гордана Чекић
87. Јелена Шалинић Терзић
88. Милош Шарић
89. Ивана Штопуљ